# Municipi de Saldus
El municipi de Saldus (en letó: Saldus novads ) és un dels 110 municipis de Letònia, que es troba localitzat al sud-oest del país bàltic, i que té com a capital la localitat de Saldus. El municipi va ser creat l'any 2009 després de la reorganització territorial.

## Ciutats i zones rurals
- Ezeres pagasts (zona rural)
- Jaunauces pagasts (zona rural)
- Jaunlutriņu pagasts (zona rural)
- Kursīšu pagasts (zona rural)
- Lutriņu pagasts (zona rural)
- Nīgrandes pagasts (zona rural)
- Novadnieku pagasts (zona rural)
- Pampāļu pagasts (zona rural)
- Rubas pagasts (zona rural)
- Saldus (ciutat)
- Saldus pagasts (zona rural)
- Šķēdes pagasts (zona rural)
- Vadakstes pagasts (zona rural)
- Zaņas pagasts (zona rural)
- Zirņu pagasts (zona rural)
- Zvārdes pagasts (zona rural)

## Població i territori
La seva població està composta per un total de 28.915 persones (2009). La superfície del municipi té uns 1.683,3 kilòmetres quadrats, i la densitat poblacional és de 17,18 habitants per kilòmetre quadrat.